# Néry
Pour les articles homonymes, voir Néry (homonymie).
Néry est une commune française située dans le département de l'Oise en région Hauts-de-France.

## Géographie
La commune est située dans le département de l'Oise, dans le Valois, au sud de la basse vallée de l'Automne, 5 km avant que la petite rivière ne se jette dans l'Oise à Verberie. Néry est un village à caractère rural, peu industrialisé, en dehors de toute agglomération. La distance orthodromique avec la capitale, au sud-ouest, est de 56 km. Le chef-lieu de d'arrondissement de Senlis est éloigné de 16 km, et le chef-lieu d'arrondissement de Compiègne de 15 km, et l'aéroport Roissy-Charles-de-Gaulle est situé à 37 km au sud. Néry comporte trois hameaux : Vérines, au sud-est , Huleux, au sud-ouest  et Vaucelle, au nord, dans la vallée d'Automne (rivière qui ne touche cependant pas le territoire communal). Vaucelle est partagé avec la commune voisine de Béthisy-Saint-Pierre. Par ailleurs, le hameau du Plessis-Châtelain à l'extrémité nord-ouest de la commune voisine de Rocquemont comportait autrefois quelques maisons situées sur le territoire de Néry.
| Saint-Vaast-de-Longmont | Saintines | Béthisy-Saint-Pierre |
| Raray                   | Néry      | Béthisy-Saint-Martin |
| Rully                   | Trumilly  | Rocquemont           |

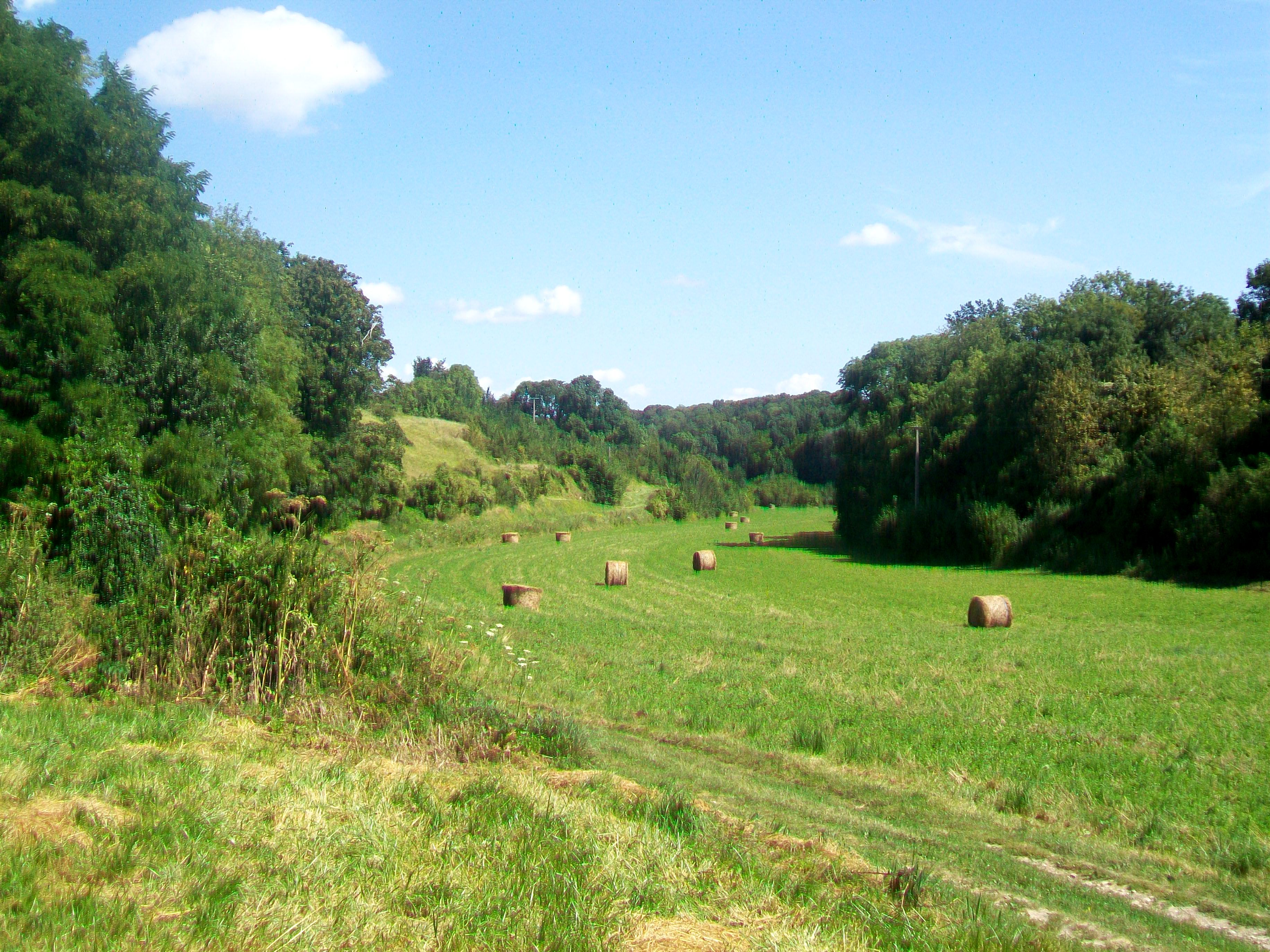
Le fond du ru de la Douye à son extrémité sud.

Le territoire communal est de forme irrégulière : la limite d'avec la commune de Béthisy-Saint-Martin arrivé à moins de 300 m à l'est du village et contourne même par le sud la ferme de Feu. Entre le village et la limite d'avec Béthisy-Saint-Martin, se situe le vallon de Vaucelle profond de près de 50 m, aux coteaux raids et escarpés, où prend naissance le ru de la Douye. Le vallon est orienté dans un sens nord-sud ; son origine au sud étant marquée par la ferme de Feu. La majeure partie du territoire communal est représentée par le plateau agricole du Valois, d'un aspect dénudé et pratiquement sans arbres, exception faîte de la butte-témoin du Mont Cornon au sud. Cette butte boisée culminant à 154 m d'altitude est partagée avec Trumilly. Elle représente le point culminant des deux communes. Les chemins qui la traversent sont interdits au public, du fait notamment de la présence de sablières en exploitation. Le point le plus bas de Néry, à 37 m au-dessus du niveau de la mer, se trouve dans la plaine alluviale de l'Automne.

### Hydrographie

#### Réseau hydrographique
La commune est située dans le bassin Seine-Normandie. Elle est drainée par le cours d'eau 01 du Moulin de Nery,.

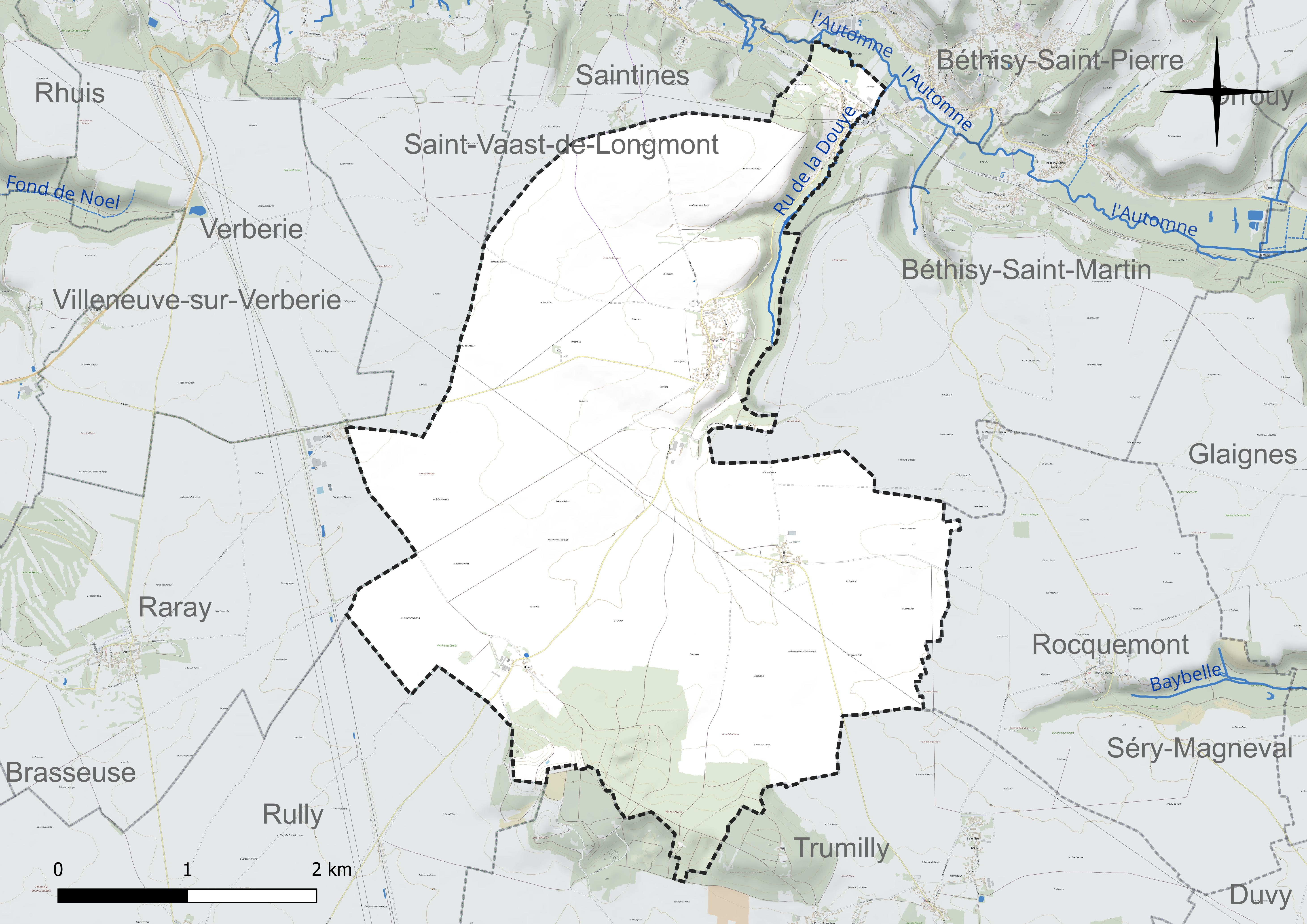
Réseau hydrographique de Néry.

#### Gestion et qualité des eaux
Le territoire communal est couvert par le schéma d'aménagement et de gestion des eaux (SAGE) « Sensée ». Ce document de planification concerne un territoire de 287 km2 de superficie, délimité par le bassin versant de l'Automne. Le périmètre a été arrêté le 28 mai 1996 et le SAGE proprement dit a été approuvé le 16 décembre 2003 puis révisé le 10 mars 2016. La structure porteuse de l'élaboration et de la mise en œuvre est le syndicat d'aménagement et de gestion des eaux du Bassin Automne (S.A.G.E.B.A).
La qualité des cours d'eau peut être consultée sur un site dédié géré par les agences de l'eau et l'Agence française pour la biodiversité.

### Climat
Pour des articles plus généraux, voir Climat des Hauts-de-France et Climat de l'Oise.
En 2010, le climat de la commune est de type climat océanique dégradé des plaines du Centre et du Nord, selon une étude du CNRS s'appuyant sur une série de données couvrant la période 1971-2000. En 2020, Météo-France publie une typologie des climats de la France métropolitaine dans laquelle la commune est dans une zone de transition entre le climat océanique et le climat océanique altéré et est dans la région climatique Nord-est du bassin Parisien, caractérisée par un ensoleillement médiocre, une pluviométrie moyenne régulièrement répartie au cours de l'année et un hiver froid (3 °C).
Pour la période 1971-2000, la température annuelle moyenne est de 10,7 °C, avec une amplitude thermique annuelle de 15,2 °C. Le cumul annuel moyen de précipitations est de 720 mm, avec 10,5 jours de précipitations en janvier et 8,5 jours en juillet. Pour la période 1991-2020, la température moyenne annuelle observée sur la station météorologique la plus proche, située sur la commune de Margny-lès-Compiègne à 16 km à vol d'oiseau, est de 11,2 °C et le cumul annuel moyen de précipitations est de 633,5 mm,. Pour l'avenir, les paramètres climatiques de la commune estimés pour 2050 selon différents scénarios d'émission de gaz à effet de serre sont consultables sur un site dédié publié par Météo-France en novembre 2022.

## Urbanisme

### Typologie
Au 1er janvier 2024, Néry est catégorisée commune rurale à habitat dispersé, selon la nouvelle grille communale de densité à sept niveaux définie par l'Insee en 2022.
Elle est située hors unité urbaine. Par ailleurs la commune fait partie de l'aire d'attraction de Paris, dont elle est une commune de la couronne,.

### Occupation des sols
L'occupation des sols de la commune, telle qu'elle ressort de la base de données européenne d'occupation biophysique des sols Corine Land Cover (CLC), est marquée par l'importance des territoires agricoles (85 % en 2018), en diminution par rapport à 1990 (87,2 %). La répartition détaillée en 2018 est la suivante : 
terres arables (83,4 %), forêts (12,3 %), zones urbanisées (2,1 %), zones agricoles hétérogènes (1,6 %), mines, décharges et chantiers (0,6 %). L'évolution de l'occupation des sols de la commune et de ses infrastructures peut être observée sur les différentes représentations cartographiques du territoire : la carte de Cassini (XVIIIe siècle), la carte d'état-major (1820-1866) et les cartes ou photos aériennes de l'IGN pour la période actuelle (1950 à aujourd'hui).

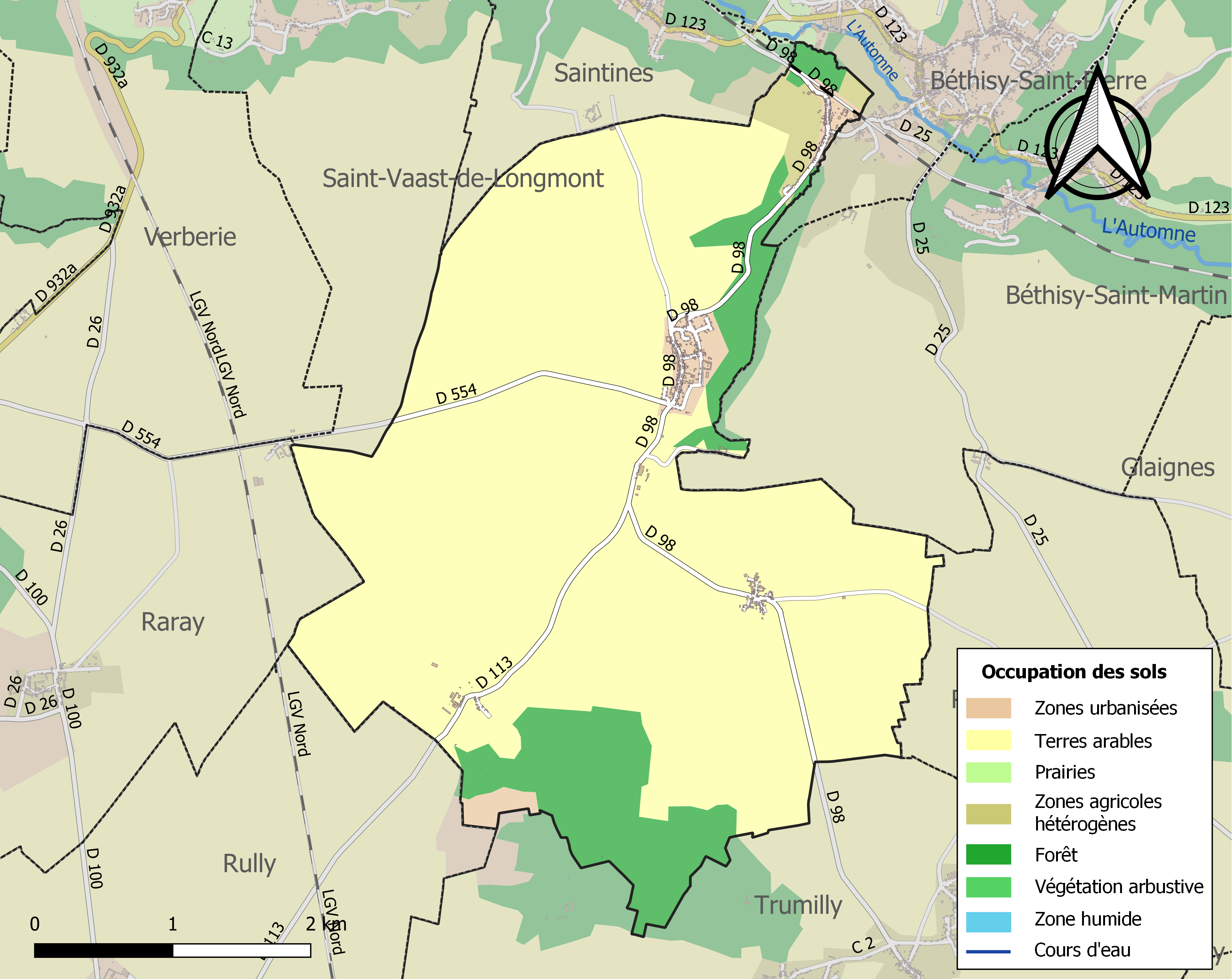
Carte des infrastructures et de l'occupation des sols de la commune en 2018 (CLC).

### Voies de communication et transports
Sur le plan des voies de communication, Néry est desservi par la RD 98 qui traverse le village du nord au sud, venant de Saintines dans la vallée de l'Automne et continuant vers Trumilly et la RD 1324 Senlis - Crépy-en-Valois, au sud-est. Immédiatement au sud du village, la RD 554 se détache de la RD 98 et part en direction de l'ouest, vers Villeneuve-sur-Verberie et la RD 932a Senlis - Verberie - Compiègne. Par cette route, il est possible de rejoindre l'autoroute A1 et son échangeur no 8 près de Senlis. Finalement, au sud du village également, commence la RD 113 pour Rully et la RD 1324 déjà mentionnée, qu'elle rencontre plus à l'ouest. Une voie communale relie Néry à Saintines par la ferme de Fay.
Néry ne dispose pas d'une gare, la gare la plus proche étant celle de Crépy-en-Valois au sud-est. Elle est desservie par des trains TER Hauts-de-France et des trains de la ligne K du Transilien depuis la gare de Paris-Nord. La voie ferrée traversant le territoire communal au nord près de Vaucelle est la ligne d'Ormoy-Villers à Boves, sans trafic voyageurs.
La commune est desservie, en 2023, par la ligne 105 du réseau TIC et par la ligne 13 du service de transport à la demande AlloTIC. L'accès aux lignes TIC est gratuit. Elle est également desservie, en 2023, par les lignes 641, 6221 et 6447 du réseau interurbain de l'Oise.

## Toponymie
Pour Néry : Nerie (1165), Nereu (1165), Neriacum (1186), Néri.
Pour Vaucelles : Vocellarae (1165), Vocellae (1180), Vauxcelles, Vauxelles-sous-Béthisy.
Pour Vérines : Victrinae (1380), Verrinae, Veterinae, Verrines, Vérignes.

## Histoire

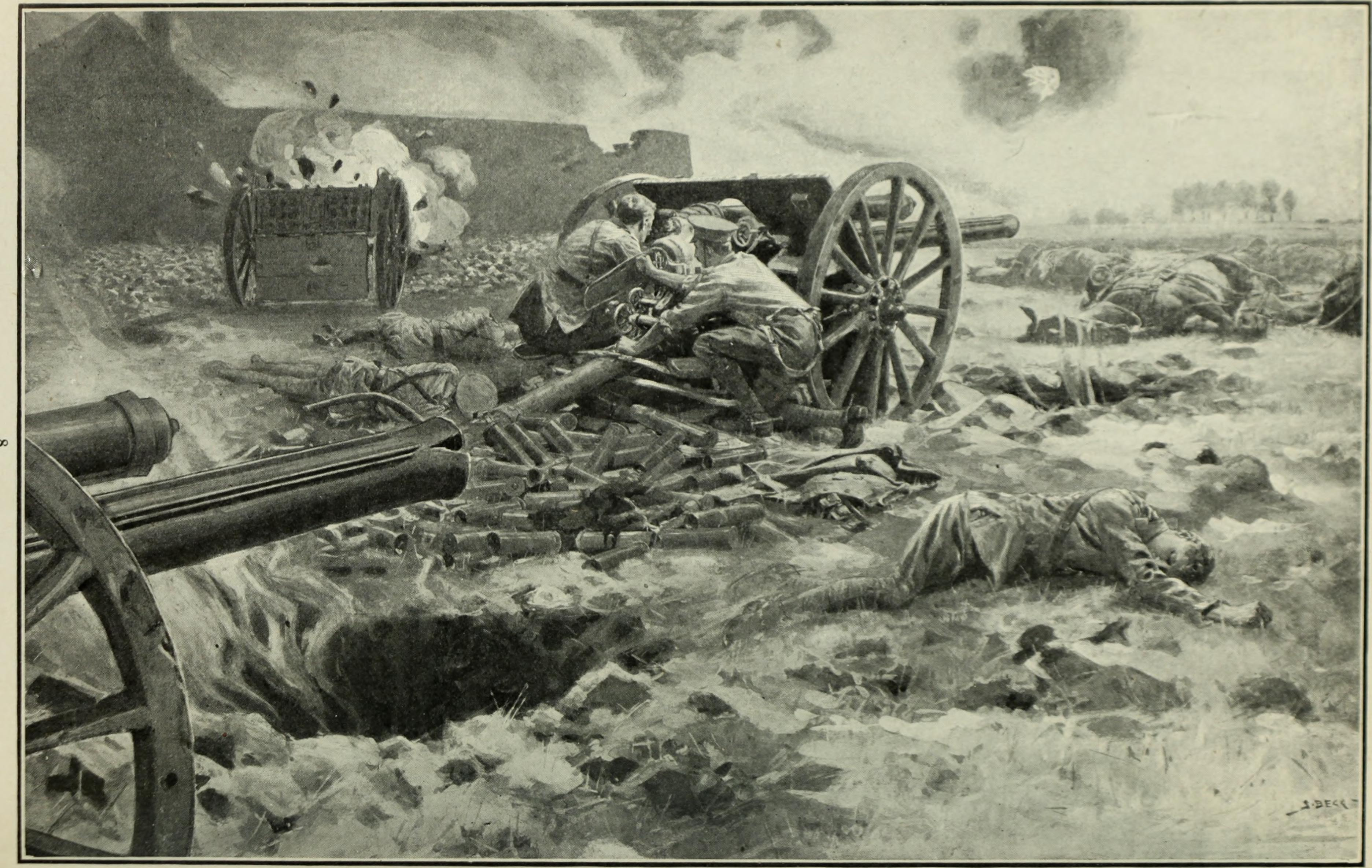
La défense de Néry, 1914.

Le 14 octobre 719, Charles Martel bat les Neustriens de Rainfroy à Néry.
Le 1er septembre 1914, Combat de Néry (de) : une batterie du 1st Regiment Royal Horse Artillery anglaise résiste à l'avancée de la 4e division de cavalerie allemande au prix de la perte de beaucoup d'hommes.

## Politique et administration
| Période                                  | Période                         | Identité                          | Étiquette | Qualité                                             |
| ---------------------------------------- | ------------------------------- | --------------------------------- | --------- | --------------------------------------------------- |
| Les données manquantes sont à compléter. |                                 |                                   |           |                                                     |
| avant 1793                               |                                 | Charles René Le Brasseur          |           |                                                     |
| avant 1806                               |                                 | Jean Claude Marcel Tardu          |           |                                                     |
| avant 1816                               |                                 | Louis Henry Barthelemy Tardu      |           |                                                     |
| avant 1823                               |                                 | Fidel Gambart Delignières         |           |                                                     |
| avant 1852                               |                                 | Jacques François Alexandre Taupin |           |                                                     |
| avant 1880                               |                                 | Adolphe Charlemagne Sallembien    |           |                                                     |
| avant 1888                               |                                 | Charles Vervel                    |           |                                                     |
| avant 1892                               |                                 | Charles Ange Parant               |           |                                                     |
| 1989                                     | 1995                            | Philippe Clément                  |           |                                                     |
| Les données manquantes sont à compléter. |                                 |                                   |           |                                                     |
| mars 2001                                | En cours (au 16 septembre 2014) | Claude Picart                     |           | Agriculteur retraité Réélu pour le mandat 2014-2020 |

## Population et société

### Démographie

#### Évolution démographique
L'évolution du nombre d'habitants est connue à travers les recensements de la population effectués dans la commune depuis 1793. Pour les communes de moins de 10 000 habitants, une enquête de recensement portant sur toute la population est réalisée tous les cinq ans, les populations de référence des années intermédiaires étant quant à elles estimées par interpolation ou extrapolation. Pour la commune, le premier recensement exhaustif entrant dans le cadre du nouveau dispositif a été réalisé en 2004.

En 2022, la commune comptait 646 habitants, en évolution de −2,56 % par rapport à 2016 (Oise : +0,87 %, France hors Mayotte : +2,11 %).
| 1793 | 1800 | 1806 | 1821 | 1831 | 1836 | 1841 | 1846 | 1851 |
| ---- | ---- | ---- | ---- | ---- | ---- | ---- | ---- | ---- |
| 516  | 534  | 531  | 472  | 631  | 574  | 594  | 571  | 573  |

| 1856 | 1861 | 1866 | 1872 | 1876 | 1881 | 1886 | 1891 | 1896 |
| ---- | ---- | ---- | ---- | ---- | ---- | ---- | ---- | ---- |
| 600  | 663  | 614  | 571  | 614  | 632  | 555  | 573  | 521  |

| 1901 | 1906 | 1911 | 1921 | 1926 | 1931 | 1936 | 1946 | 1954 |
| ---- | ---- | ---- | ---- | ---- | ---- | ---- | ---- | ---- |
| 572  | 592  | 614  | 610  | 703  | 657  | 633  | 607  | 654  |

| 1962 | 1968 | 1975 | 1982 | 1990 | 1999 | 2004 | 2006 | 2009 |
| ---- | ---- | ---- | ---- | ---- | ---- | ---- | ---- | ---- |
| 551  | 549  | 543  | 608  | 692  | 677  | 721  | 727  | 706  |

| 2014 | 2019 | 2022 | - | - | - | - | - | - |
| ---- | ---- | ---- | - | - | - | - | - | - |
| 669  | 656  | 646  | - | - | - | - | - | - |

#### Pyramide des âges
La population de la commune est relativement jeune.
En 2018, le taux de personnes d'un âge inférieur à 30 ans s'élève à 32,7 %, soit en dessous de la moyenne départementale (37,3 %). À l'inverse, le taux de personnes d'âge supérieur à 60 ans est de 20,5 % la même année, alors qu'il est de 22,8 % au niveau départemental.
En 2018, la commune comptait 335 hommes pour 323 femmes, soit un taux de 50,91 % d'hommes, largement supérieur au taux départemental (48,89 %).
Les pyramides des âges de la commune et du département s'établissent comme suit.
| Hommes | Classe d’âge | Femmes |
| ------ | ------------ | ------ |
| 0,3    | 90 ou +      | 0,3    |
| 3,6    | 75-89 ans    | 3,7    |
| 15,6   | 60-74 ans    | 17,4   |
| 28,7   | 45-59 ans    | 25,8   |
| 18,9   | 30-44 ans    | 20,2   |
| 17,1   | 15-29 ans    | 12,7   |
| 15,9   | 0-14 ans     | 19,9   |

| Hommes | Classe d’âge | Femmes |
| ------ | ------------ | ------ |
| 0,5    | 90 ou +      | 1,4    |
| 5,5    | 75-89 ans    | 7,6    |
| 15,6   | 60-74 ans    | 16,3   |
| 20,8   | 45-59 ans    | 20     |
| 19,4   | 30-44 ans    | 19,4   |
| 17,6   | 15-29 ans    | 16,2   |
| 20,6   | 0-14 ans     | 19,1   |

## Héraldique
| Armes de Néry | Les armes de Néry se blasonnent ainsi : D'azur semé de fleurs de lys d'argent, au chef du même chargé d'un lambel de cinq pendants du champ. |

## Lieux et monuments

### Monuments historiques

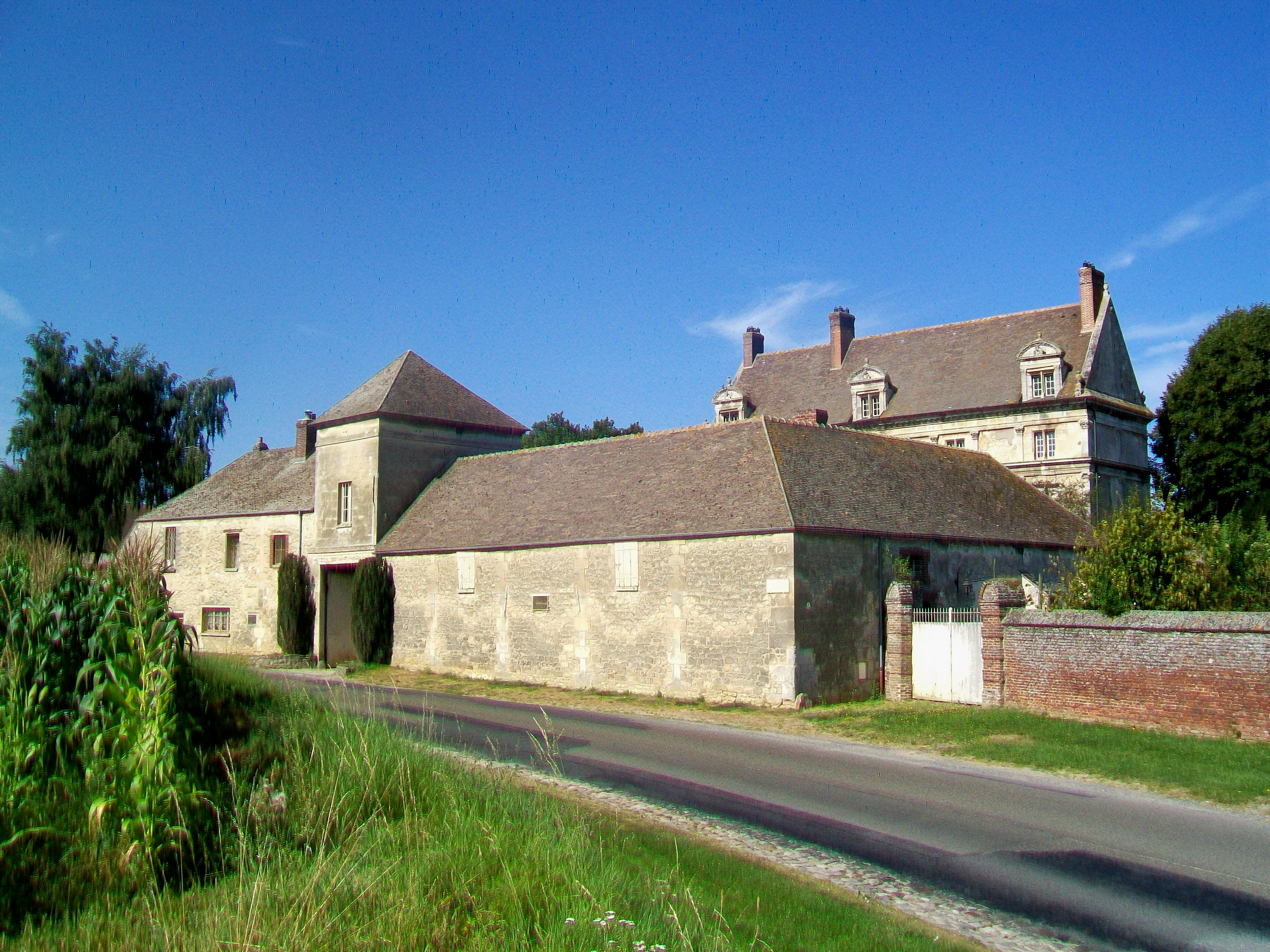
Le manoir de Huleux et sa ferme, en venant de Néry.
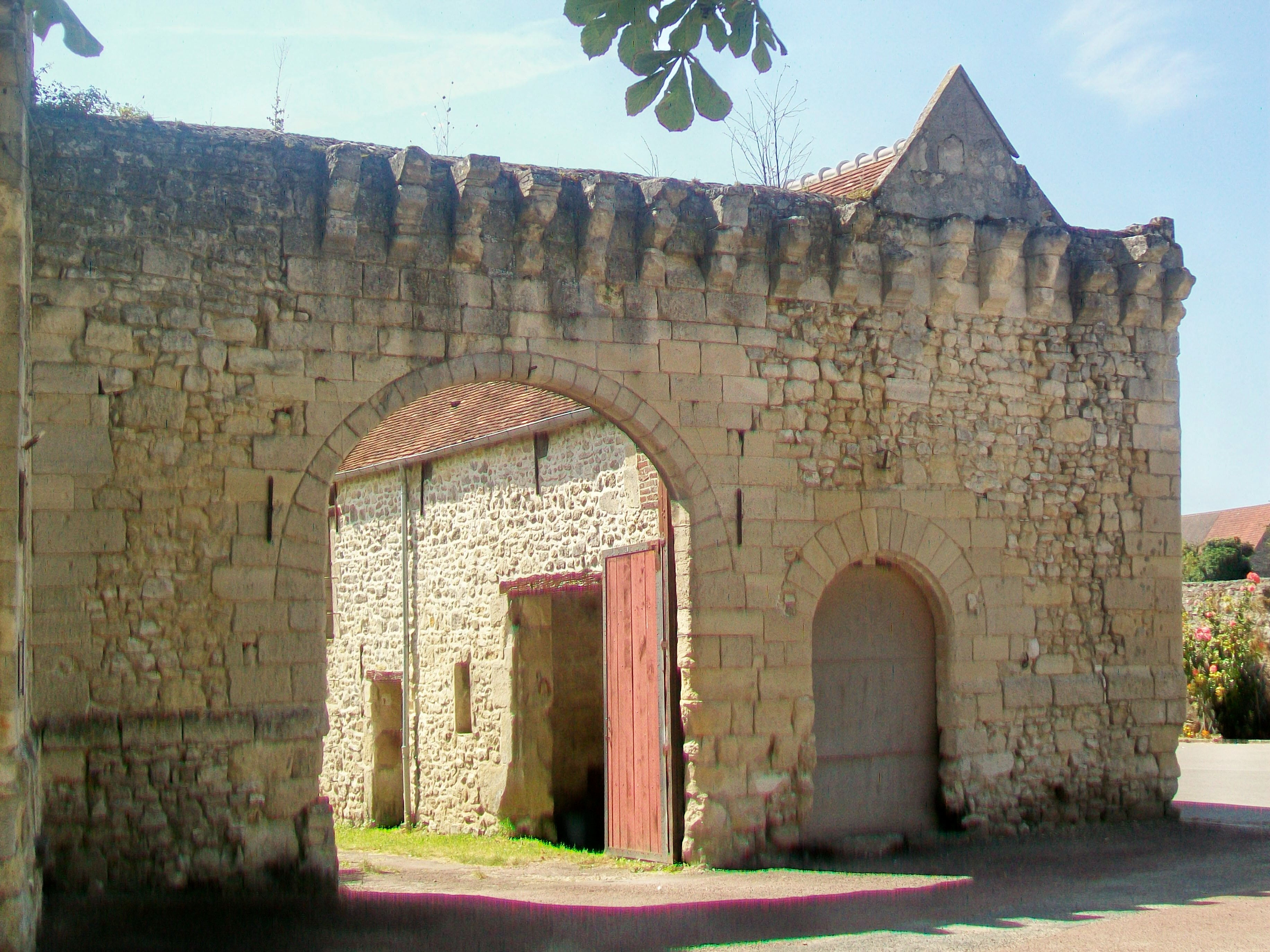
Portail de la ferme de Néry (à droite de l'église).
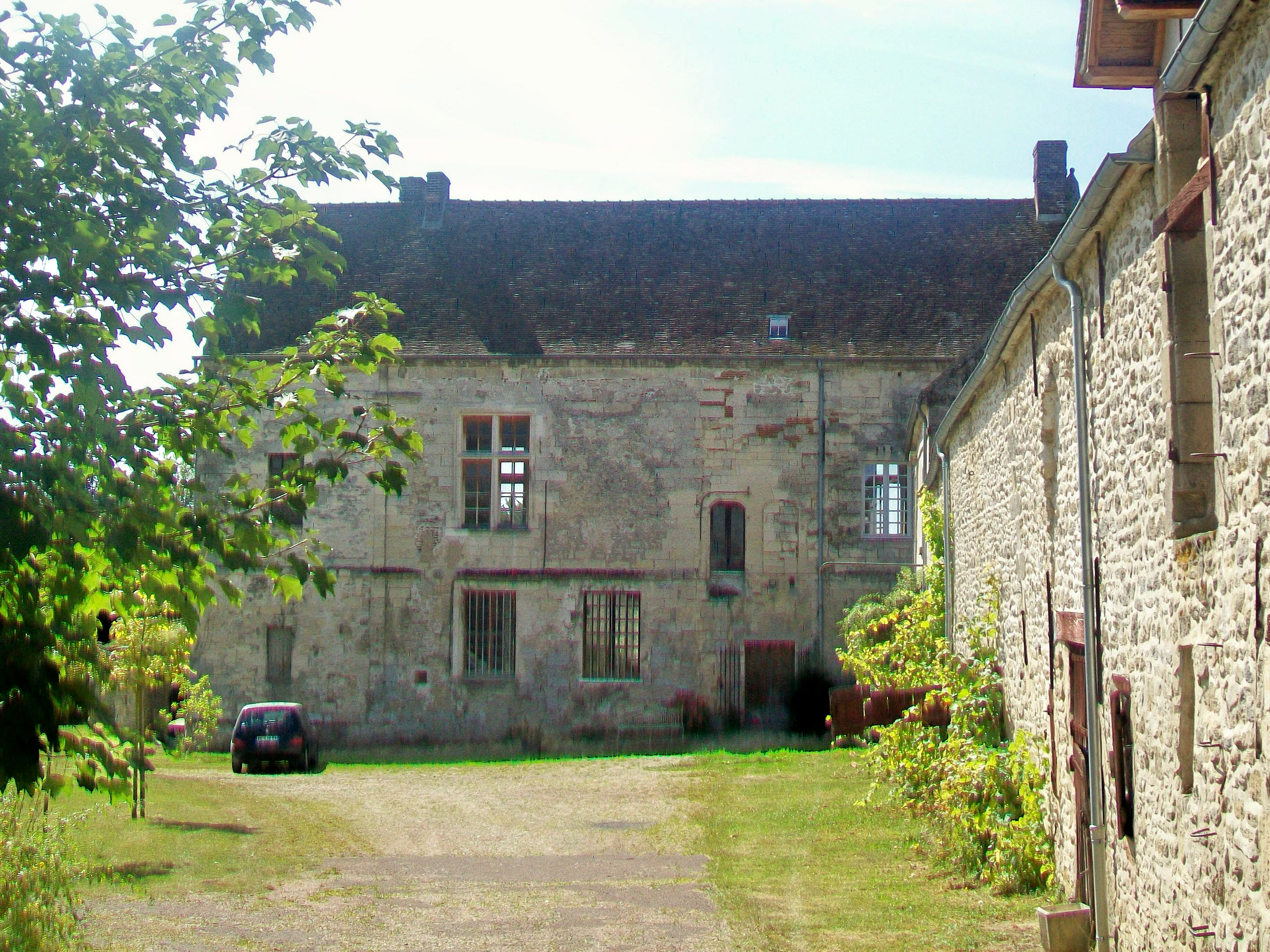
Manoir de Lésigny, façade nord.
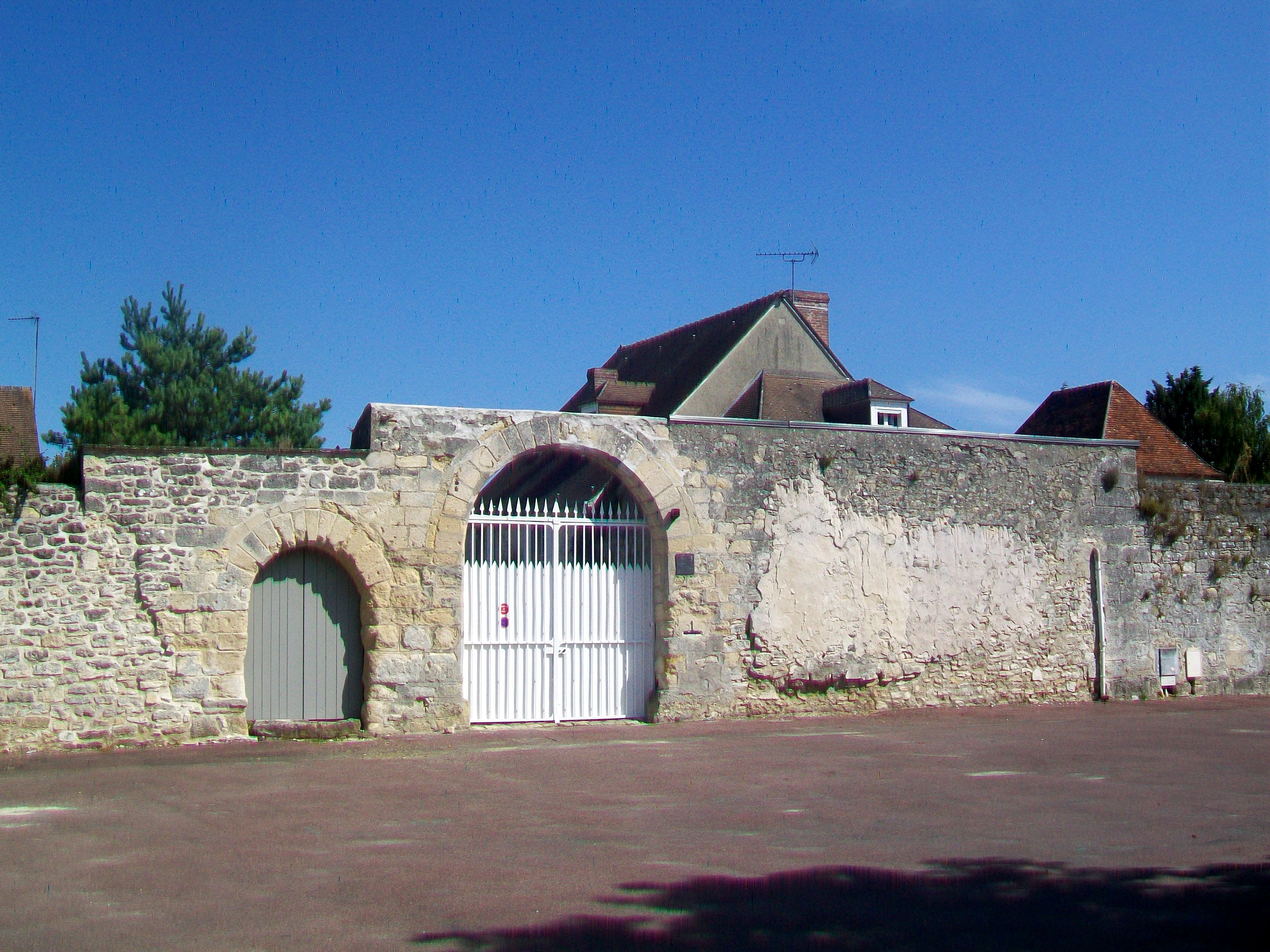
Portail de la ferme de Néry (à gauche de l'église).
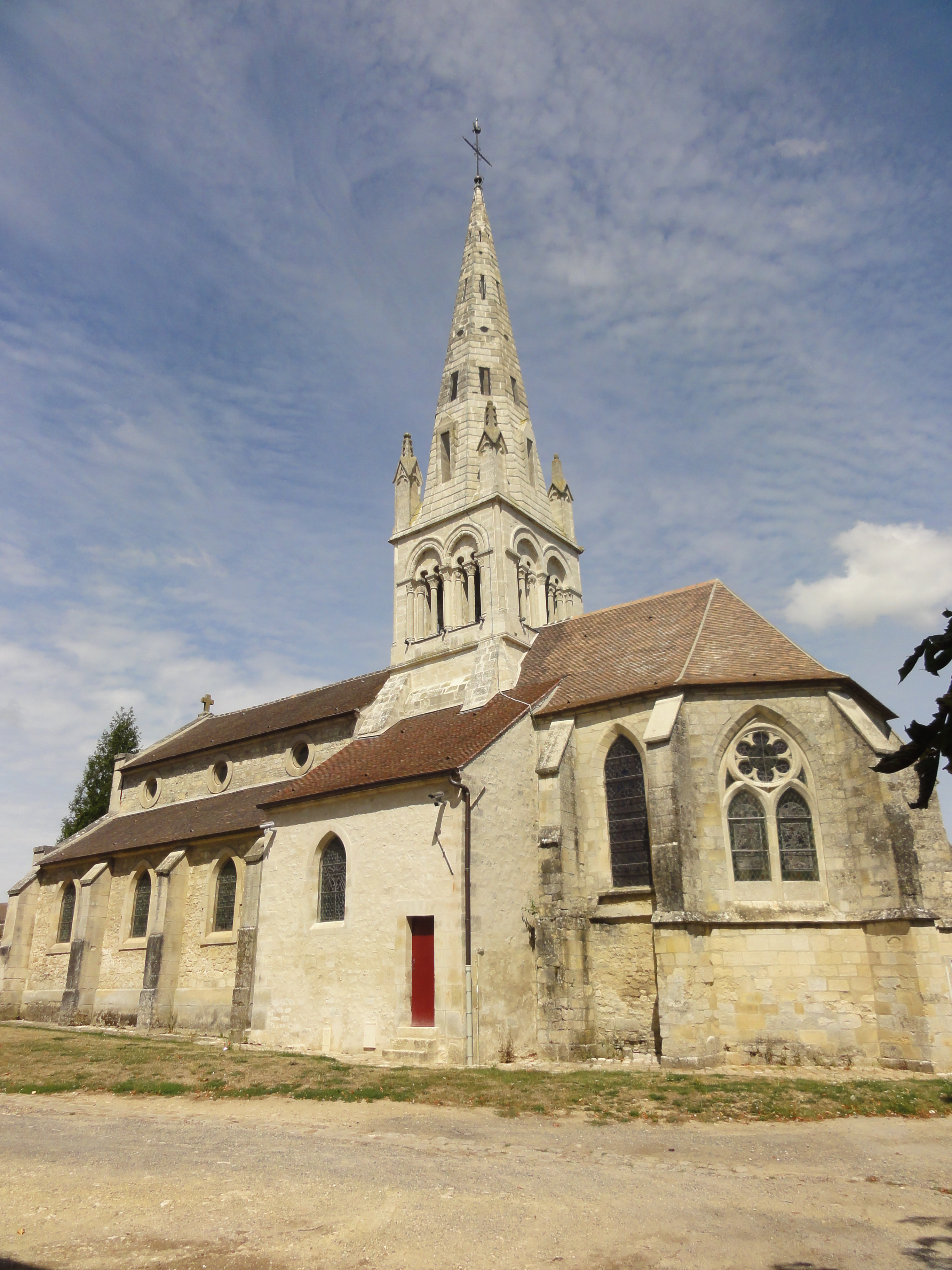
L'église Saint-Martin, vue depuis le sud-est.

Néry compte quatre monuments historiques sur son territoire, dont un classé et trois inscrits.
- Manoir de Huleux, au hameau du même nom, RD 113 vers Rully (classé monument historique par arrêté du 11 octobre 1971[31]) : Huleux était un fief détenu pendant les Bouteiller de Senlis. De style Renaissance, cet ancien relais de chasse de François Ier a été construite vers le milieu du XVIe siècle, peu avant la mort du monarque. De plan rectangulaire, le bâtiment en pierre de taille s'organise sur trois niveaux sans compter les combles. Le second étage est moins élevé que le rez-de-chaussée et le premier étage. La disposition des fenêtres, dont les plus grandes à meneaux en pierre, est irrégulière. La façade principale est cantonnée horizontalement par des bandeaux saillants surmontés chacun par un boudin et une corniche, dont seulement celle tout en haut est orné de corbeaux simples. Les bandeaux verticaux qui s'y ajoutent arborent des chapiteaux en haut de chaque étage, et évoquent ainsi des pilastres. Les chapiteaux suivent un modèle différent à chaque étage : dorique au rez-de-chaussée, ionique au premier étage, et corinthien au second étage. Sinon, les décors sculptés des trois lucarnes aux frontons circulaires sont particulièrement remarquables. Les deux fenêtres séparées d'un meneau sont encadrées par des pilastres aux chapiteaux, et les frontons ornés de moulures. En outre, chaque fronton arbore un buste sculpté, parfois accompagné de têtes sculptés. Des pots à feu simples agrémentent les quatre coins du manoir et les sommets des frontons. Le petit portail plein cintre est surmonté d'un reliquaire stylisé, fait d'un fronton triangulaire soutenu par de minces colonnettes[32].
- Ferme de Néry et manoir de Lésigny, à droite en regardant l'église, rue des Marmousseaux (inscrite monument historique par arrêté du 6 mars 1950[33]) : Cette ferme du XVIe siècle possède deux cours successives, un au nord, un au sud, séparées par le manoir orienté dans un sens est-ouest. Le portail se situe tout au nord, sur la place de l'Église, et ouvre la vue uniquement sur la cour nord, où se situe également le colombier. Les longues façades sur la rue sont pratiquement aveugles ; l'on n'aperçoit que l'échauguette en encorbellement à l'angle sud-ouest du manoir. Ce dernier est l'élément le plus intéressant sur le plan archéologique. Il s'organise sur deux niveaux et présente encore des fenêtres à meneaux sculptés dans la pierre et des bandeaux moulurés. Les façades d'origine se sont toutefois perdues à la suite des remaniements successifs. Le double portail sur la place de l'Église comporte une grande porte cochère en anse de panier et une porte piétonne en plein cintre, surmontées par des restes de mâchicoulis. L'ancienne bergerie le long de la place de l'Église a accueilli le presbytère à partir de 1836, et plus récemment de mairie. Elle sert maintenant de salle des fêtes et maison associative[33],[34],[35].
- Ferme de Néry, à gauche en regardant l'église, rue des Turcs (portail inscrit monument historique par arrêté du 16 septembre 1949[36]) : De cette ferme seigneuriale du XVIe siècle, ne subsistent que le double portail sur la place de l'Église, seul élément inscrit, et le reste d'un hôtel seigneurial médiéval, non visible depuis la voie publique. C'est une tour carrée à un étage, flanquée de puissants contreforts à chaque angle, et percée d'une grande arcade ogivale sur chaque face, au rez-de-chaussée. La tour est attenante à une maison d'habitation moderne. Il n'y a pas de vestiges archéologiques lisibles permettant de déterminer la nature des parties disparues du bâtiment médiéval[37],[38], mais il devrait s'agir d'une dépendance de l'ancien manoir mentionnée par Louis Graves. On lui a présenté l'ancien auditoire (salle de justice) avec son impressionnante cheminée médiévale. L'appellation locale de vieux château serait erroné, le château proprement dit ayant été démoli vers le milieu du XVIIIe siècle. Un siècle auparavant, la seigneurie de Néry avait été rachetée par le seigneur de Raray, Henri de Lancy[39].
- Église Saint-Martin, place de l'Église (inscrite monument historique par arrêté du 22 août 1949[40]) : Elle se compose de trois parties distinctes. La nef et ses bas-côtés sont d'un discret style néo-gothique, et ont été inaugurés en 1901. Le clocher roman tardif des années 1140 se situe entre la nef et le chœur. Il se caractérise par son arc triomphal sculpté de bâtons brisés, sa voûte en berceau brisé, la sculpture soignée des chapiteaux tant à l'intérieur qu'autour des baies de l'étage de beffroi, et les colonnettes en délit qui cantonnent ces fenêtres. L'élégante flèche de pierre, qui cumule à 37 m de hauteur au-dessus du niveau du sol, a remplacé son prédécesseur roman au XVIe siècle, comme l'indiquent les quatre clochetons flamboyants aux angles. Enfin, le chœur, composé d'une courte travée droite et d'une abside à cinq pans, date de la période comprise entre 1260 et le début XIVe siècle, et les trois fenêtres du chevet présentent un remplage de style rayonnant tardif. Cependant, les voûtes et les vitraux ont été remplacés au XVIe siècle. Réduits à l'état de fragments, ces vitraux sont toujours en place[41].

### Autres éléments du patrimoine

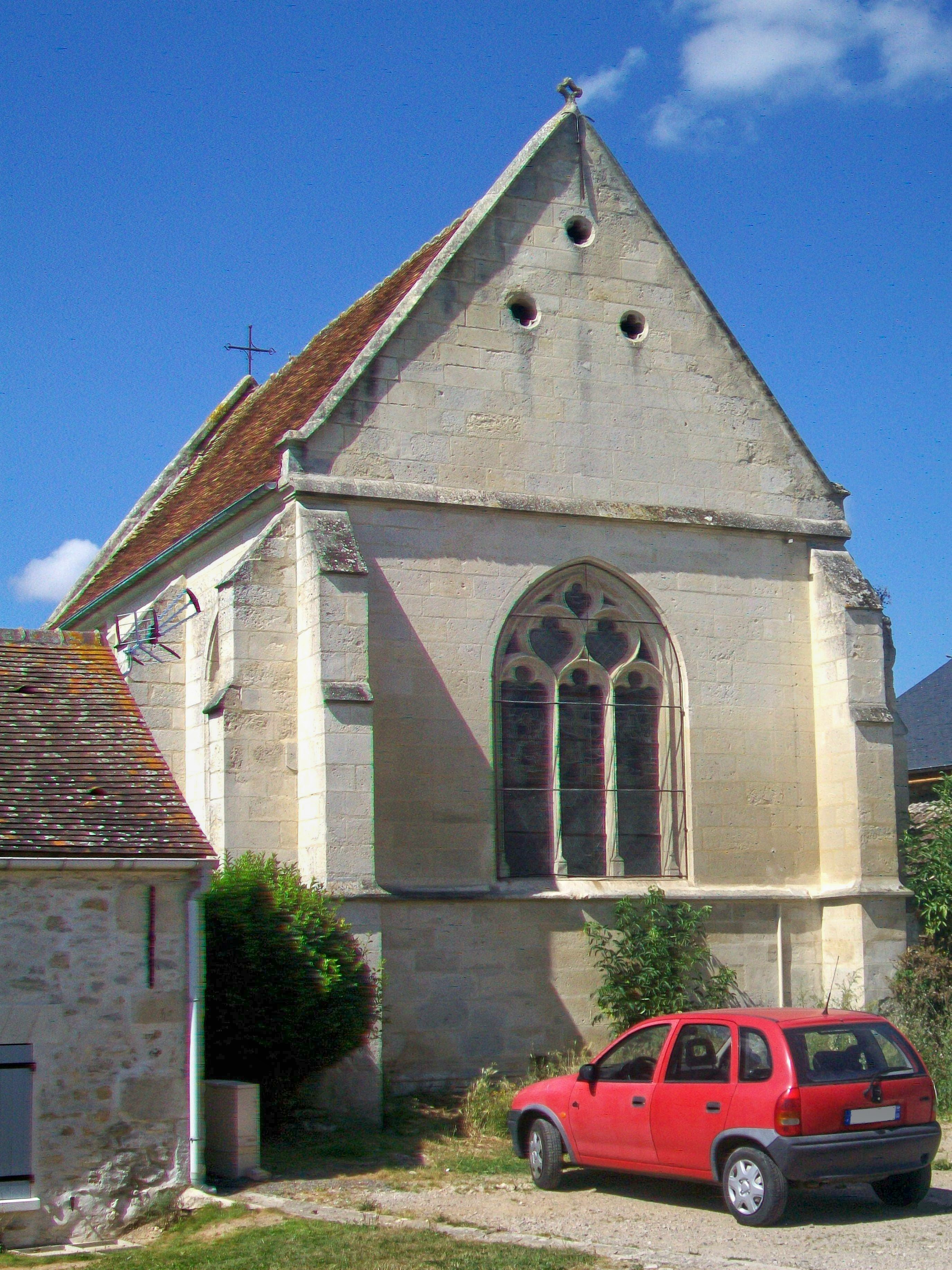
Chevet de l'église Saint-Rieul de Verrines.
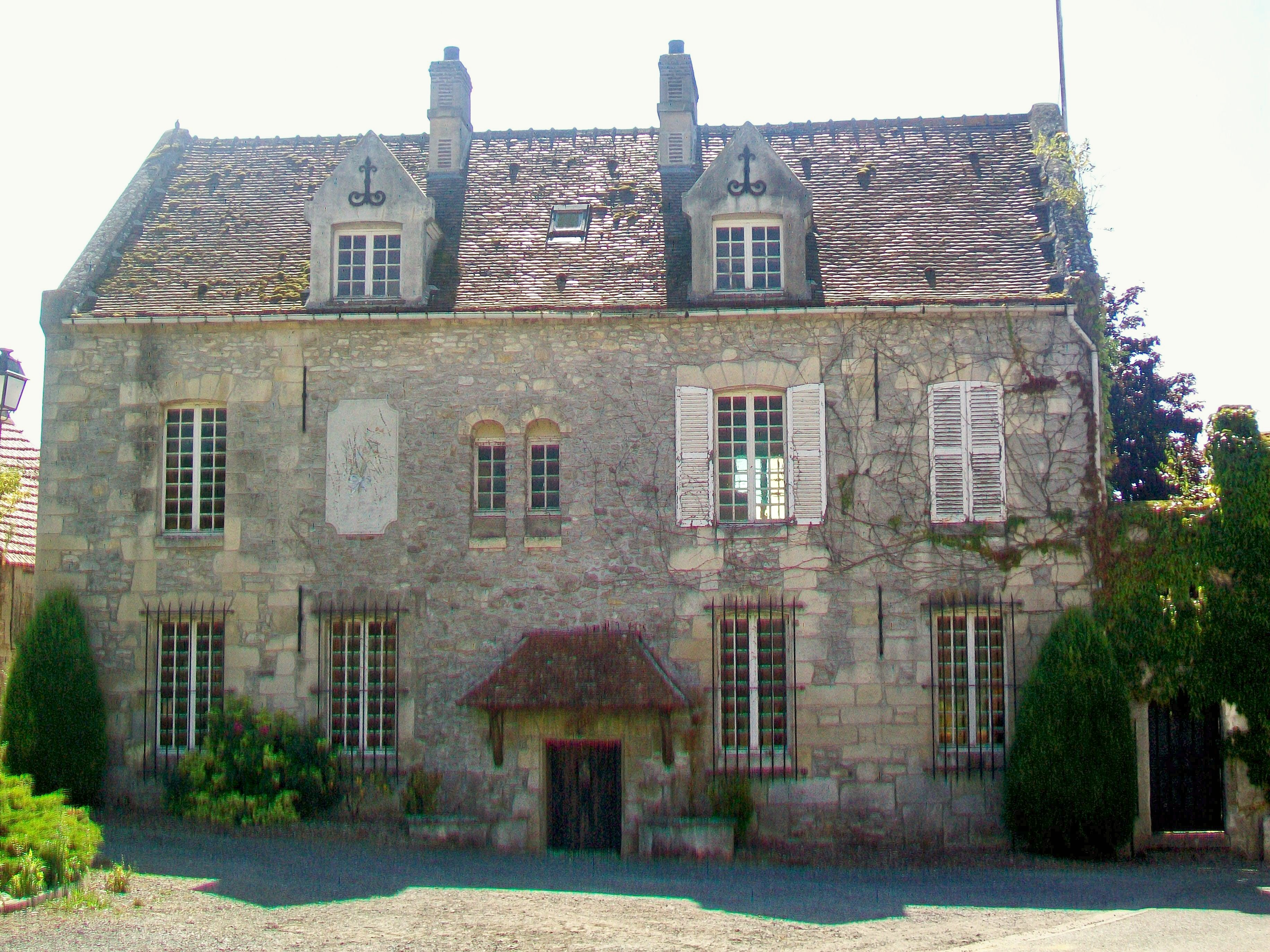
Ancien hôtel seigneurial de Verrines, imp. du Cornon.
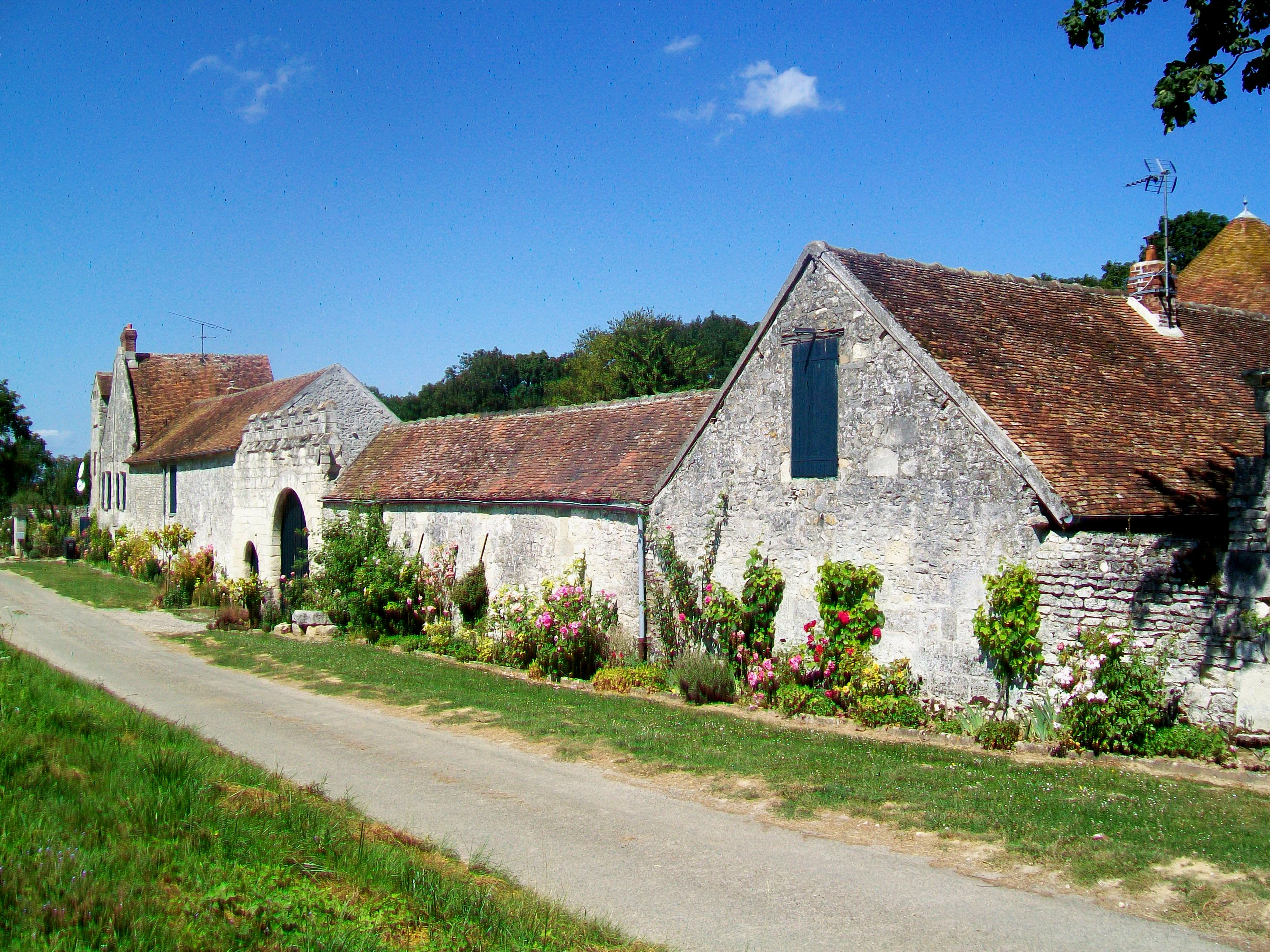
Le Feu (ferme), façade sur la rue, porte crénelée.
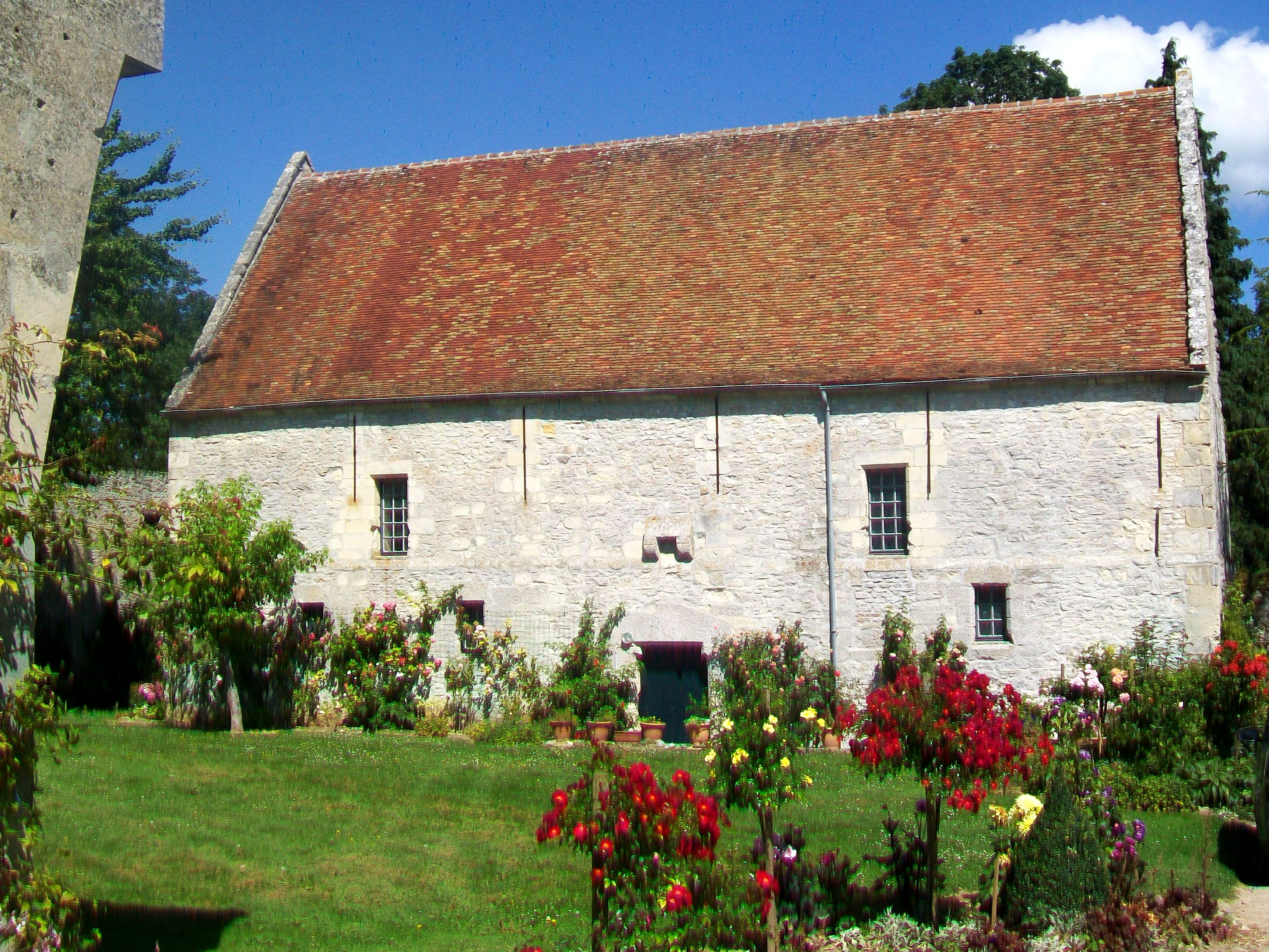
Le Feu, ancien hôtel seigneurial sur la cour.
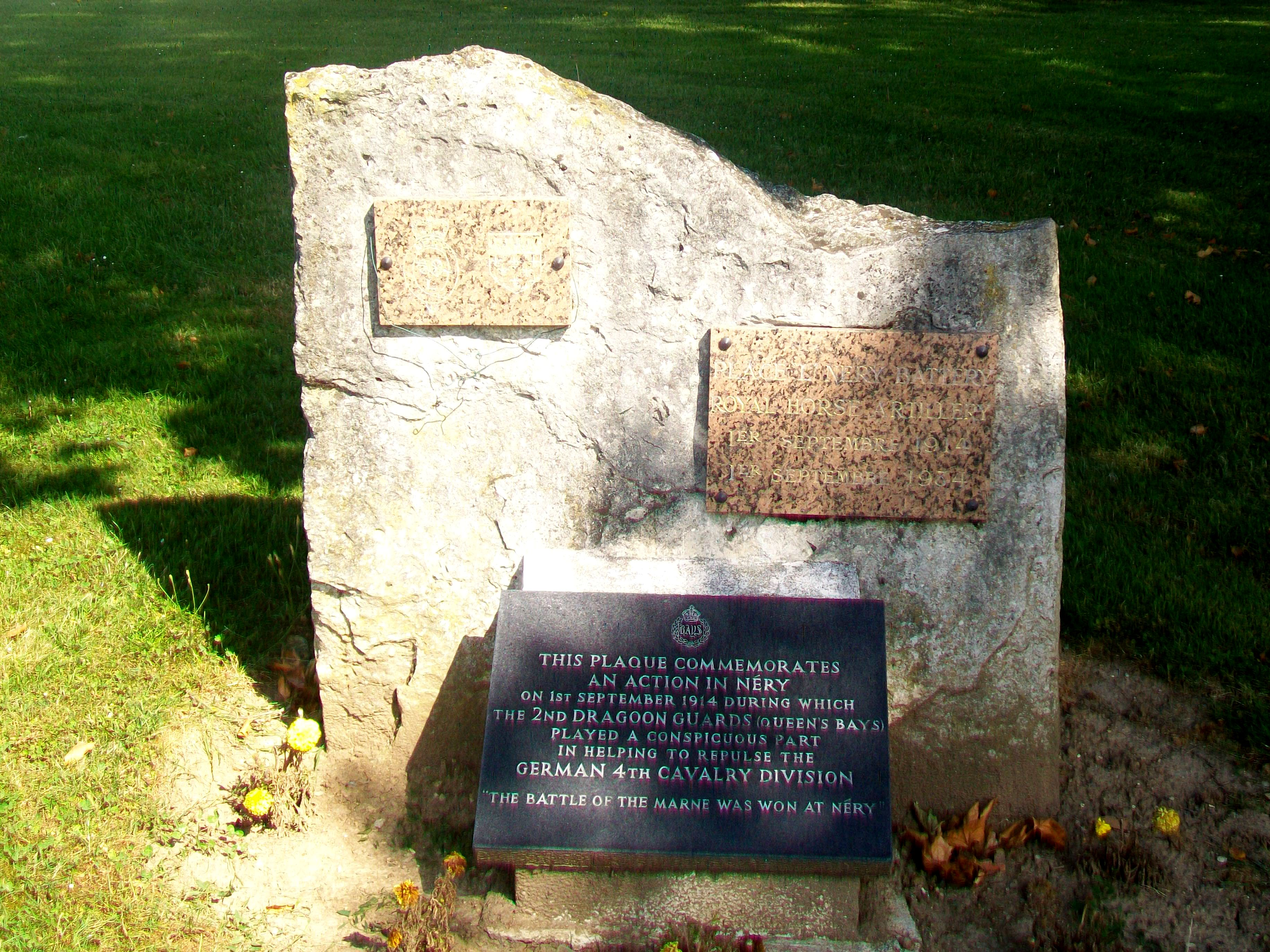
Stèle pour la bataille de la Marne, rue des Peupliers.

- Église Saint-Rieul de Verrines : Elle était à l'origine une chapelle dépendant de la paroisse voisine de Trumilly, puis a été érigée en paroisse dépendant du chapitre Saint-Rieul de Senlis. De plan rectangulaire, l'édifice a été reconstruit en 1541. Depuis la rue, l'on n'aperçoit que le chevet plat et le chœur gothique flamboyant de trois travées. Le chevet est percé d'une vaste baie à trois lancettes se terminant en trilobe, couronnées de deux grands et un petit trilobe. La basse nef de trois travées et le croisillon nord du transept[42] donnent sur le cimetière abandonné, qui est fermé de permanence en public. Ainsi, il n'est pas possible d'apprécier l'église récemment restaurée dans son intégralité. Le cimetière n'est plus entretenu et les rares tombes envahis par la végétation. Il en émerge une croix de cimetière qui est contemporain du chœur de l'église.
- Un ancien hôtel seigneurial subsiste au centre du village de Verrines, impasse de Cornon.
- Ferme de Feu, à l'extérieur du village, au sud, chemin rural de la cavée de Feu : Il s'agit d'un ancien fief de la châtellenie de Béthisy. Ses bâtiments sont organisés autour d'une cour d'exploitation rectangulaire, et le domaine comporte également un grand potager (à l'ouest) et un parc (au nord), qui existent en ces lieux depuis le Moyen Âge. L'entrée dans la cour se fait par une porte crénelée. Le colombier et les anciens bâtiments d'exploitation datent pour l'essentiel du XVIe siècle, mais le logis au fond de la cour pourrait remonter au début du XIVe siècle, voire au XIIIe siècle. La porte au rez-de-chaussée est surmonté par une bretèche ; l'on trouve la même disposition à l'arrière du bâtiment. Seulement le premier étage était résidentiel, mais ne dispose que de deux fenêtres sur la cour, sans ornements. Le rez-de-chaussée servait sans doute au stockage. Il n'y a qu'une seule vaste pièce par niveau. Ainsi, le Feu est-il l'un des exemples les plus anciens des demeures à salle simple[43],[44].
- Stèle pour une action menée par l'armée britannique le 1er septembre 1914 à Néry, ayant contribué à la victoire dans la bataille de la Marne, à l'entrée sud du village : Elle porte l'inscription suivante : « This plaque commemorates an action in Néry on 1st september 1914 during which the 2nd Dragoon Guards (Queen's Bays) played a conspicious part in helping to repulse the German 4th Cavalry division. "The battle of the Marne was won at Néry" ». Au cimetière, un monument sous la forme d'un obélisque commémore par ailleurs la mort de trois officiers britanniques le 1er septembre 1914 à Néry, mort vraisemblablement lié à l'événement relaté.
- Devantures de commerces de la fin du XIXe et du début du XIXe siècle, rue des Peupliers : Néry était jadis un bourg et sa rue principale, la rue des Peupliers, était commerçante. Les traces de quatre commerces se sont conservés jusqu'à ce jour, dont un café-tabac, un café-alimentation et une épicerie « Unico » se regroupant près de l'école[45].
- De nombreuses croix de chemin et calvaires sont présentes sur le territoire communal. La croix du Ladre sur la RD 98 au sud de Néry est un bel exemple de fabrication industrielle en fonte, ajourée avec un décor de feuilles de vigne et appuyée par deux anges stylisés. Le Christ est entouré d'une auréole. La petite croix à l'entrée sud de Néry, la croix de cimetière de Néry et le calvaire au centre de Verrines sont en fer forgé. La première repose sur un socle marqué tellement par les intempéries qu'il pourrait remonter à une époque très lointaine. La croix de la rue du Chauffour, au nord de Néry, est une simple croix de pierre reposant sur un socle plus ancien, beaucoup de croix ayant été buchées à la Révolution. La croix de cimetière de Verrines (voir ci-dessus) est la plus ancienne ; elle est sculptée dans la pierre et montée sur un haut fût sans décor.
- Le viaduc inachevée de la voie ferrée inachevée d'Aulnay-sous-Bois à Verberie, au nord du village, dans le vallon du Rû de la Duye : Caché dans la forêt, ce viaduc d'orientation nord-sud se trouve en fait sur la commune voisine de Béthisy-Saint-Pierre, seuls les remblais d'accès se seraient situés sur le territoire communal de Néry. L'accès se fait depuis le nord, par un chemin rural quittant la RD 98 au hameau de Vaucelles, dans sa partie appartenant à la commune de Béthisy-Saint-Pierre.

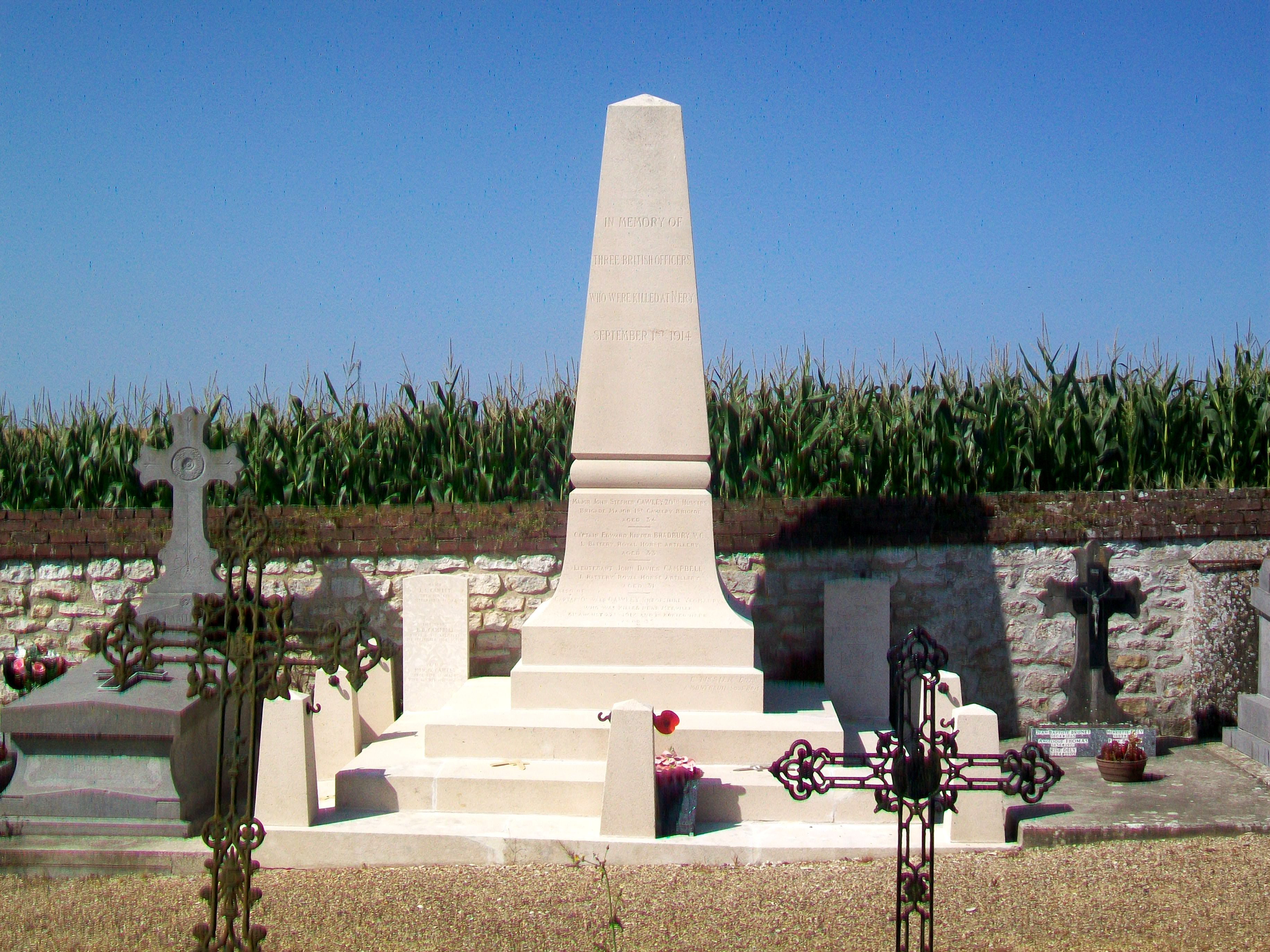
Monument pour trois officiers britanniques, au cimetière.
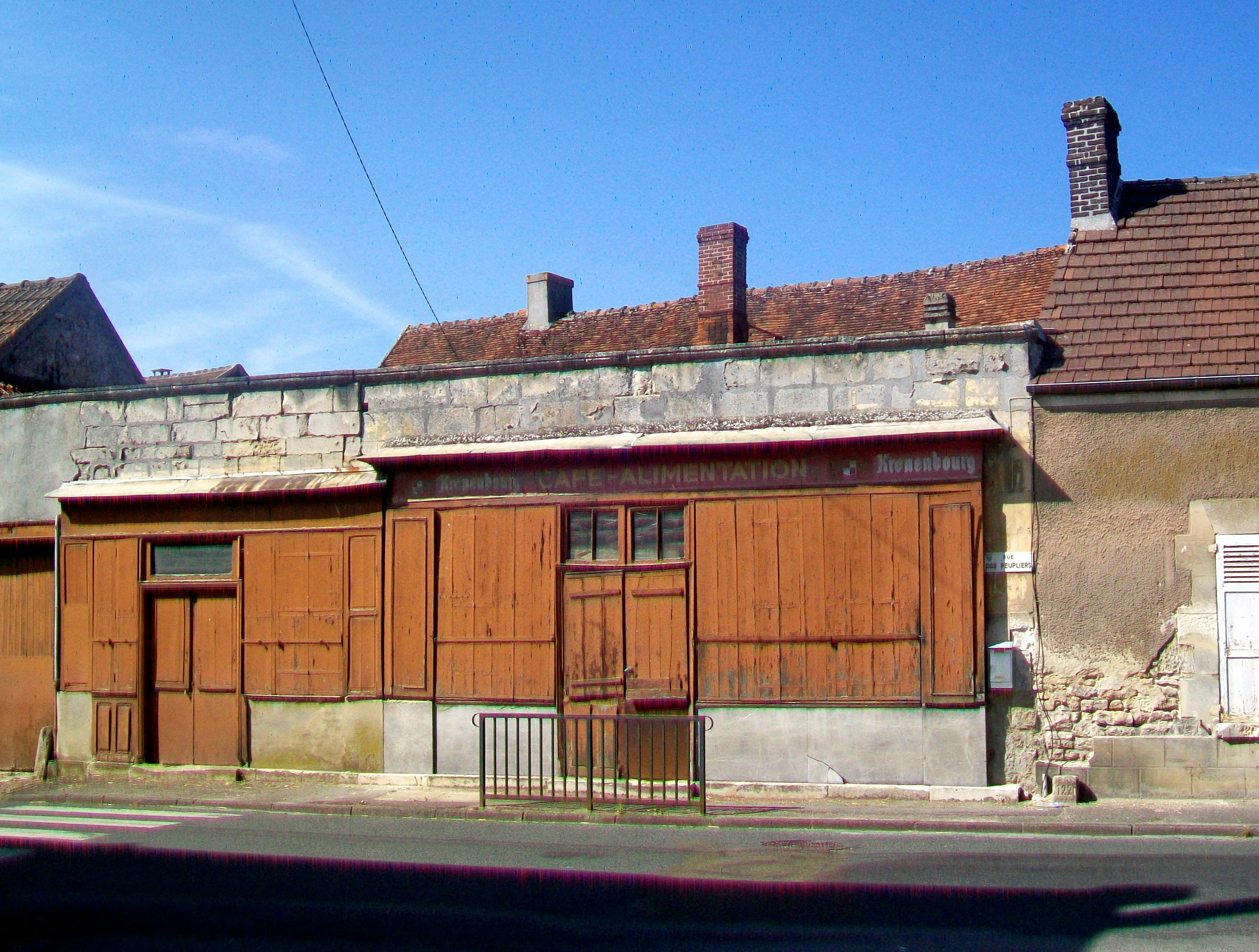
Devanture d'un ancien commerce, rue des Peupliers.
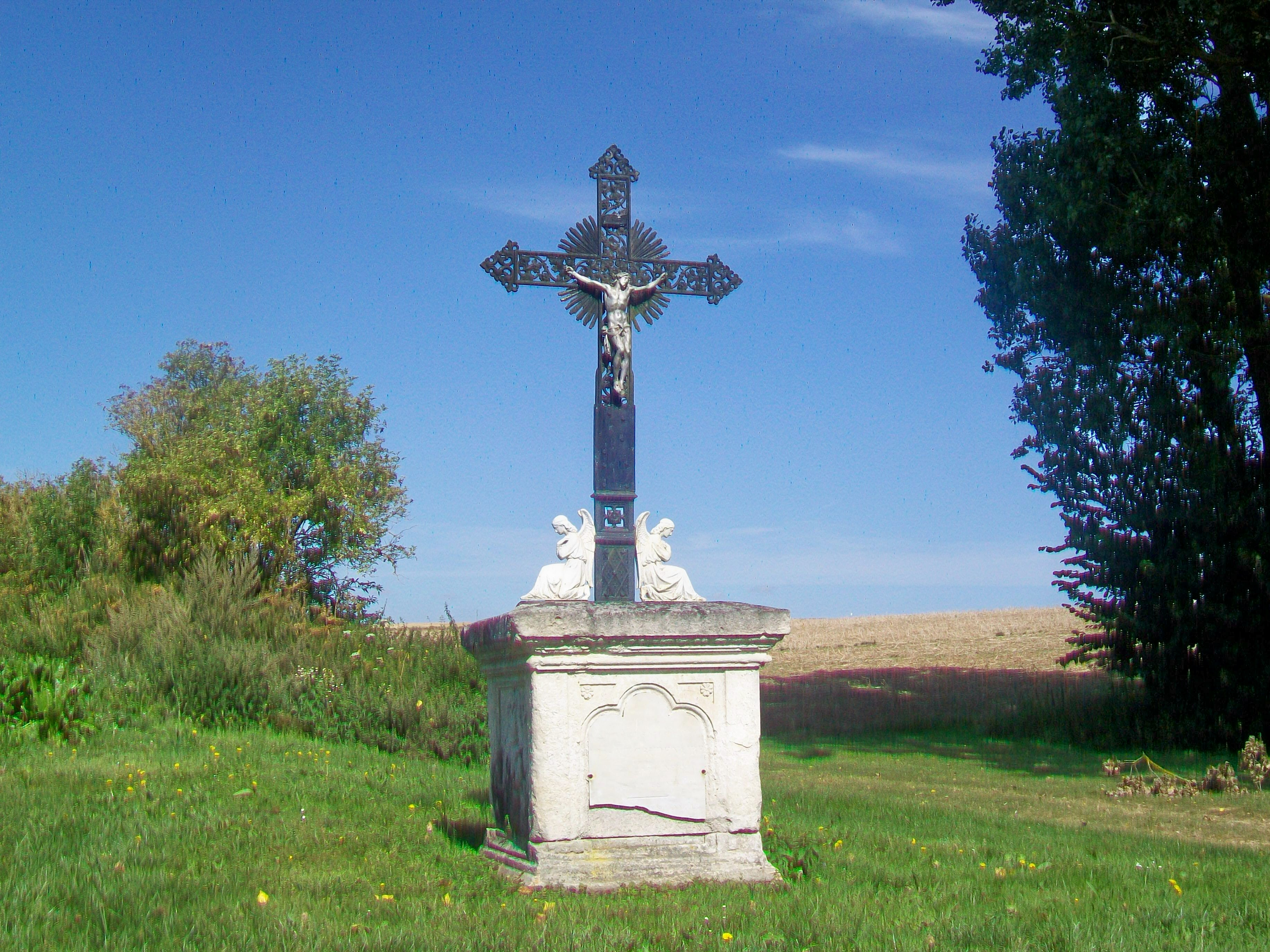
La croix du Ladre sur la RD 98, au sud de Néry.
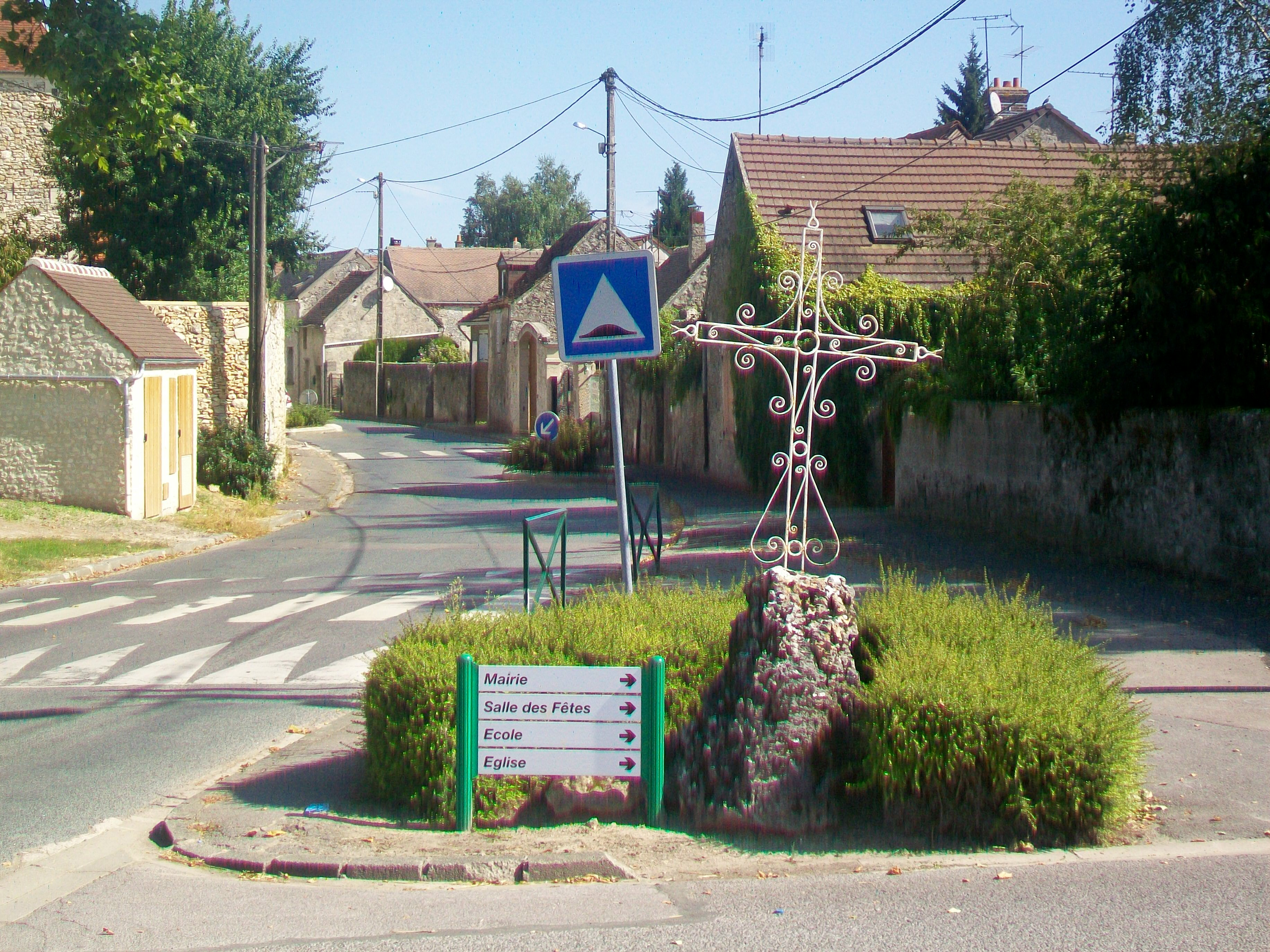
Croix à l'entrée sud de Néry, rue des Peupliers.
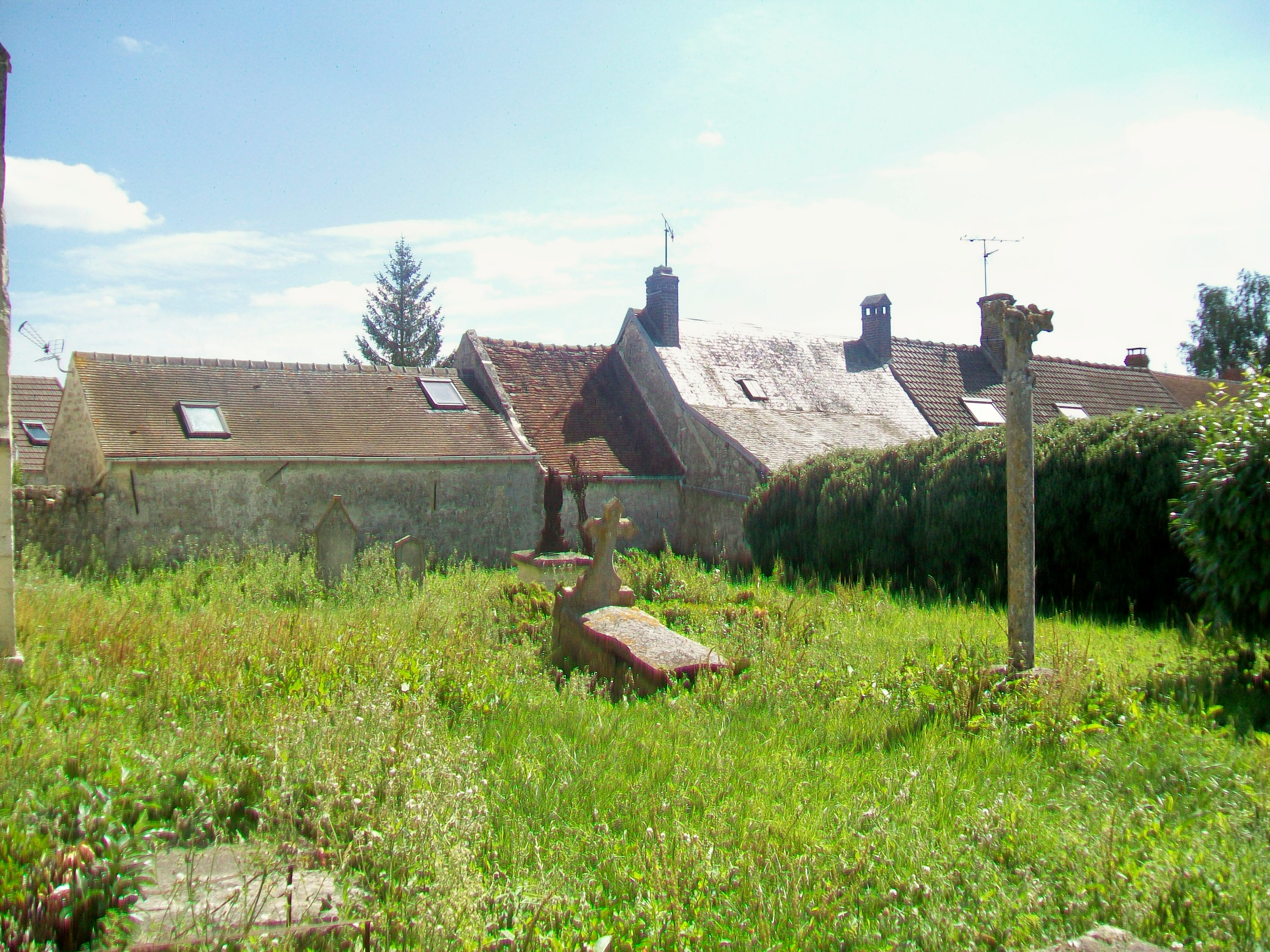
Cimetière de Verrines (à droite la croix du XVIe s.).